# Santiago Urrutia
Santiago "Santi" Urrutia Lausarot (Miguelete, 30 de agosto de 1996) é um automobilista uruguaio. Atualmente compete na Indy Lights.

## Carreira
Urrutia iniciou a carreira pilotando motos ainda na infância, disputando provas de campeonatos locais. Pouco depois, ingressou no kart, chegando a competir com o holandês Max Verstappen no Campeonato Mundial da modalidade. Em 2011, migrou para os monopostos ao correr nas divisões italiana e europeia da Fórmula Abarth até 2012.
Disputou ainda a Fórmula 3 Open Europeia em 2013 e a GP3 Series em 2014, quando foi para os Estados Unidos após o desempenho abaixo do esperado nesta última.

## Título na Pro Mazda

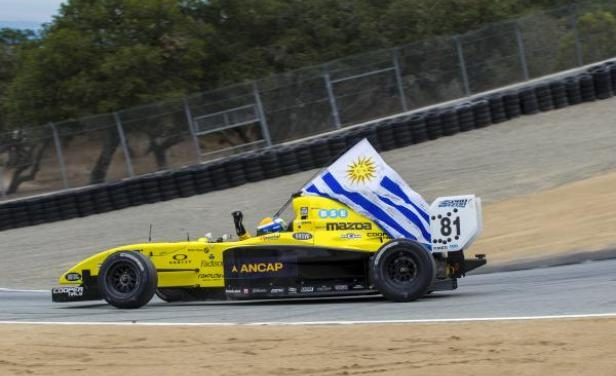
Urrutia festejando o título da Pro Mazda com a bandeira do Uruguai em Laguna Seca.

Tendo assinado com a Team Pelfrey, Urrutia destacou-se pela regularidade, completando 16 das 17 provas da temporada 2015 na zona de pontuação, com 9 pódios e 2 poles-positions, conquistando o título com uma rodada de antecipação. Seu único abandono foi no GP de Indianápolis.

## Indy Lights
Em 2016, assinou com a equipe Schmidt-Peterson Motorsports para competir na Indy Lights, conquistando o vice-campeonato, perdendo para o anglo-emiradense Ed Jones por apenas 2 pontos de desvantagem. Repetiu o desempenho na temporada seguinte, desta vez pela Belardi, sua atual equipe, desta vez ficando 20 pontos atrás do campeão Kyle Kaiser.